# Staufenberg (Basse-Saxe)
Pour les articles homonymes, voir Staufenberg.
Staufenberg est une municipalité allemande du land de Basse-Saxe et l'arrondissement de Göttingen.

## Personnalités liées à la ville
- Gustav Eberlein (1847-1926), sculpteur